# Noémi Pásztor
Noémi Pásztor (født 2. april 1999 i Szombathely, Ungarn) er en kvindelig ungarsk håndboldspiller som spiller for Ferencváros TC og Ungarns kvindehåndboldlandshold.